# Tarucus legrasi
Tarucus legrasi is een vlinder uit de familie van de Lycaenidae. De wetenschappelijke naam van de soort is voor het eerst gepubliceerd in 1948 door Henri Stempffer.

## Verspreiding
De soort komt voor in Senegal, Burkina Faso, Niger, Ivoorkust, Nigeria, Kameroen, Tsjaad, Soedan, Somalië, Oeganda en Kenia.

## Waardplanten
De rups leeft op soorten van het geslacht Ziziphus (Rhamnaceae).